# Sibila de Acerra

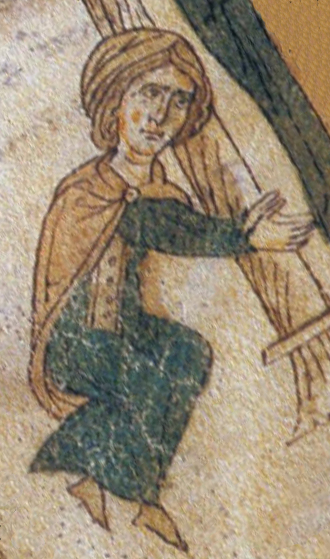
Sibila de Acerra.

Sibila de Acerra (n. 1153–d. 1205) a fost soția contelui Tancred de Lecce, devenită prin acesta regină a Siciliei între 1189 și 1194. Ulterior, a fost regentă în 1194 în numele fiului lor, Guillaume al III-lea.
Sibila era sora contelui Richard de Acerra.
Ea a fost cea care, atunci când împăratul Henric al VI-lea a traversat strâmtoarea Messina în toamna anului 1194, a negociat un acord prin care fiul ei minor, Guillaume al III-lea, aflat acum în siguranță, ar fi urmat să primească posesiunile comitatului de Lecce. Henric și soția sa, Constanța, mătușa prin căsătorie a Sibilei, pretindeau întreg Regat al Siciliei încă de când Tancred preluase tronul.
Sibila a fost prezență la încoronarea lui Henric din catedrala din Palermo. Câteva zile după încoronare, ea, alături de susținătorii ei de odinioară, Nicolae de Ajello (arhiepiscop de Salerno) și Margarit din Brindisi, a fost arestată și închisă în Germania, împreună cu fiul și fiica sa. Sibila a reușit să evadeze în Franța, într-un moment în care papa Inocențiu al III-lea adresa petiții lui Henric în vederea eliberării ei.
Copii avuți de Sibila cu Tancred erau: 
- Roger, duce de Apulia și rege al Siciliei
- Guillaume, duce de Apulia și rege al Siciliei
- Maria (numită și Albinia), contesă de Lecce după moartea fratelui ei; căsătorită mai întâi cu Valter al III-lea de Brienne, a doua oară cu Giacomo Sanseverino, conte de Tricario, iar a treia oară cu Tigrini Guidi, conte de Modigliano
- Constanța, căsătorită cu Pietro Ziani, doge al Veneției
- Medania
- Valdrada, căsătorită cu un patrician venețian